# طاقم آر إم إس تيتانيك

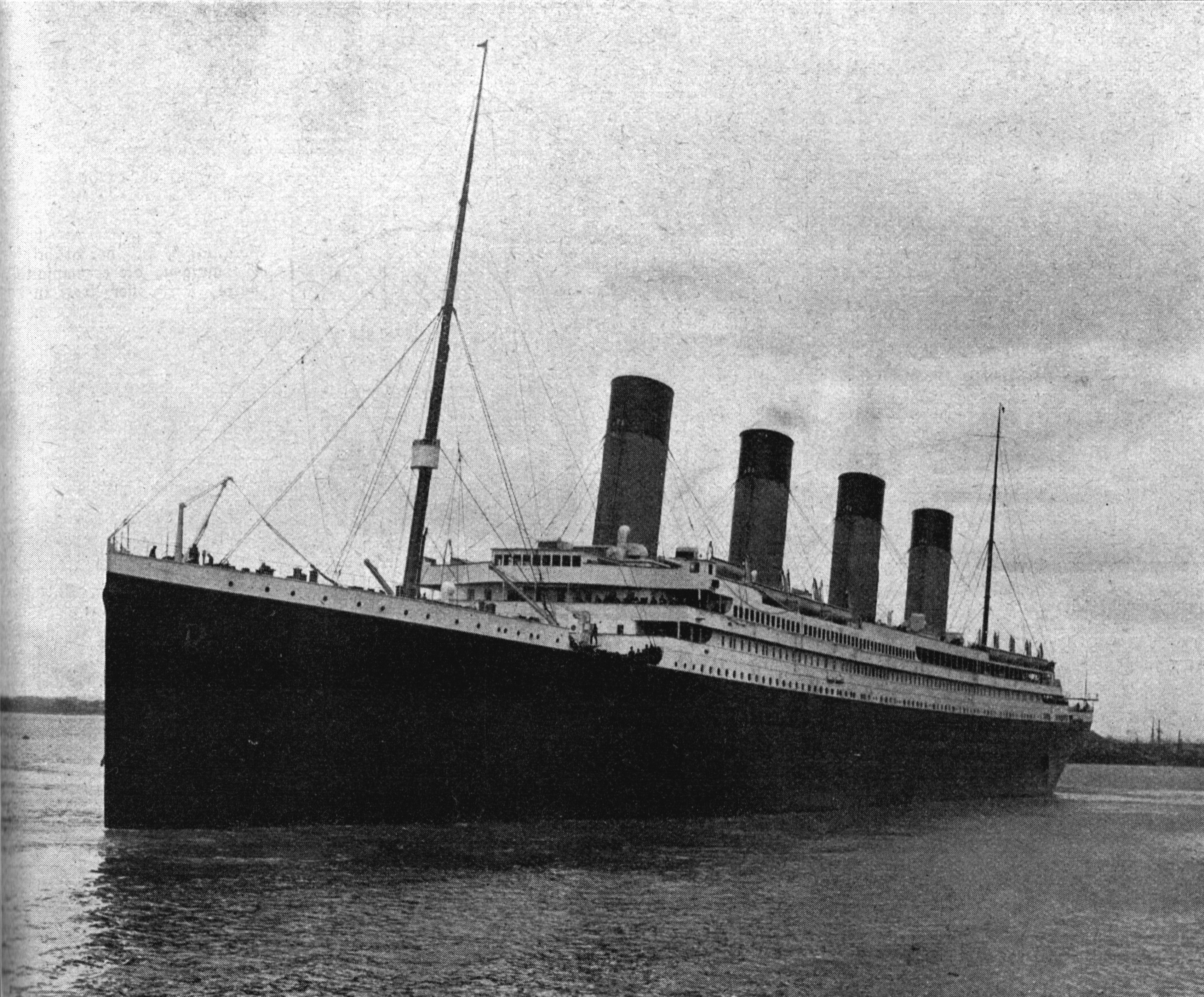
التيتانيك قبل رحلته الافتتاحية

طاقم التيتانيك، الأسطول العابر للاطلسي البريطاني الذي غرق يوم 15 إبريل 1912م. كان يمثل الطاقم الاسطولي انذاك في بداية القرن العشرين. لم يضم الأسطول إلا البحارة، فقد ضم أيضا عددا كبيرا من الطباخين والخبازين، الشحامين والحلاقين والضباط. الأسطول لا يقتصر على السفن فحسب، ولكن يجب استيعاب الركاب في راحة خاصة الأسطول.  